# Мягков, Михаил Юрьевич
Михаи́л Юрьевич Мягко́в (род. 26 октября 1968, Москва) — российский историк, специалист по истории Великой Отечественной войны. Доктор исторических наук, профессор.
Заведующий Центром истории войн и геополитики Института всеобщей истории РАН, профессор МГИМО (У) МИД России, научный директор Российского военно-исторического общества, советник министра культуры Российской Федерации (в 2012-2020 гг.) В. Р. Мединского.

## Биография
Родился 26 октября 1968 г. в Москве.
Высшее образование получил на факультете архивного дела Московского государственного историко-архивного института (с 1991 г. — РГГУ).
В 1997 году защитил в Институте военной истории МО РФ диссертацию на соискание учёной степени кандидата исторических наук («Битва под Москвой в документах группы армий „Центр“, 1941—1945»).
В 2006 году в Институте всеобщей истории РАН защитил диссертацию на соискание учёной степени доктора исторических наук («Проблемы послевоенного устройства Европы в американо-советских отношениях 1941—1945 гг.»).
С 2004 года преподаёт в МГИМО (кафедра всемирной и отечественной истории). Читает курсы «История России с древнейших времён до XX века», «История России в ХХ — начале XXI вв.».
В 2009 году выступил консультантом фильма Алексея Пивоварова «Москва. Осень. Сорок первый».
Входит в состав рабочей группы по подготовке концепции нового учебно-методического комплекса по отечественной истории.
В 2014 году удостоен звания «Почетный работник высшего профессионального образования РФ».
В 2015 году удостоен премии Правительства Российской Федерации в области культуры в качестве руководителя группы научных консультантов цикла документально-игровых фильмов «1812» и «1812—1815. Заграничный поход».
Главной военной прокуратурой проводилась проверка второго тома 12-томного фундаментального труда «Великая Отечественная война 1941—1945 годов» на предмет наличия в разделах, написанных М. Ю. Мягковым, самоплагиата. В 2015 году по итогам экспертиз таковой выявлен не был, однако Министерство обороны переиздало второй том, подвергнув разделы за авторством М. Ю. Мягкова удалению или переработке.
В контексте полемики вокруг докторской диссертации Министра культуры РФ В. Р. Мединского совместно с С. Ф. Черняховским выступил в «Российской газете» с критикой заявления членов Экспертного совета ВАК по истории от 2 октября 2017 года. Обвинив подписавших заявление учёных в непрофессионализме, отступлении от профессиональной этики и пренебрежении академическими принципами, авторы обращения завершили свой текст характеристикой Экспертного совета в целом: «Таковы нынешние члены Экспертного совета по истории, честь которого 2 октября спасали всего трое нашедших в себе мужество проголосовать против их заготовленного решения и один — от голосования воздержавшийся».
В 2019 году награждён медалью ордена «За заслуги перед Отечеством» II степени.
После начала полномасштабного вторжения на Украину проводил прямые параллели между нападением на Украину и Великой Отечественной войной, настаивал на существовании «геноцида на Донбассе», заявив: «На аэродроме в Мариуполе страшные вещи творились: над людьми издевались, избивали, насиловали», без указания каких-либо подробностей. Позднее сравнил Катынский расстрел и убийства мирных жителей в Буче, отмечая сходство «по своей провокационной сущности», как заговор против России.
В 2024 году стал доверенным лицом кандидата в президенты России Владимира Путина.
В 2025 году награждён медалью ордена «За заслуги перед Отечеством» I степени.

## Монографии
- Вермахт у ворот Москвы, 1941—1942. М.: ИВИ РАН, 1999; М.: Олма-Пресс, 2005 (2-е изд., дополненное).
- Проблема послевоенного устройства Европы в американо-советских отношениях 1941—1945 гг. М.: ИВИ РАН, 2006.
- Война 1941—1945. Факты и документы. М.: Олма-Пресс, 2001, 2004, 2005 (в соавторстве)
- Всё о великой войне. М.: Алгоритм, Эксмо, 2010 (в соавторстве).
- 1942 год. От «Кремля» до «Марса». М.: Олма Медиа Групп, 2015.
- Вся правда о великой войне. М.: Алгоритм, 2015 (в соавторстве).
- Михаил Мягков. Вермахт у ворот Москвы. — Алгоритм, 2016. — 1500 экз. — ISBN 978-5-906880-58-1.